# William Rowe
William Rowe (William John Alfred Rowe; * 27. Mai 1913; † 20. April 1938 in New York City) war ein US-amerikanischer Hammerwerfer.
Bei den Olympischen Spielen 1936 in Berlin wurde er Fünfter.
1936 wurde er US-amerikanischer Meister. Seine persönliche Bestleistung von 53,98 m stellte er am 16. Mai 1936 in Worcester auf.